# Dampf Rundum

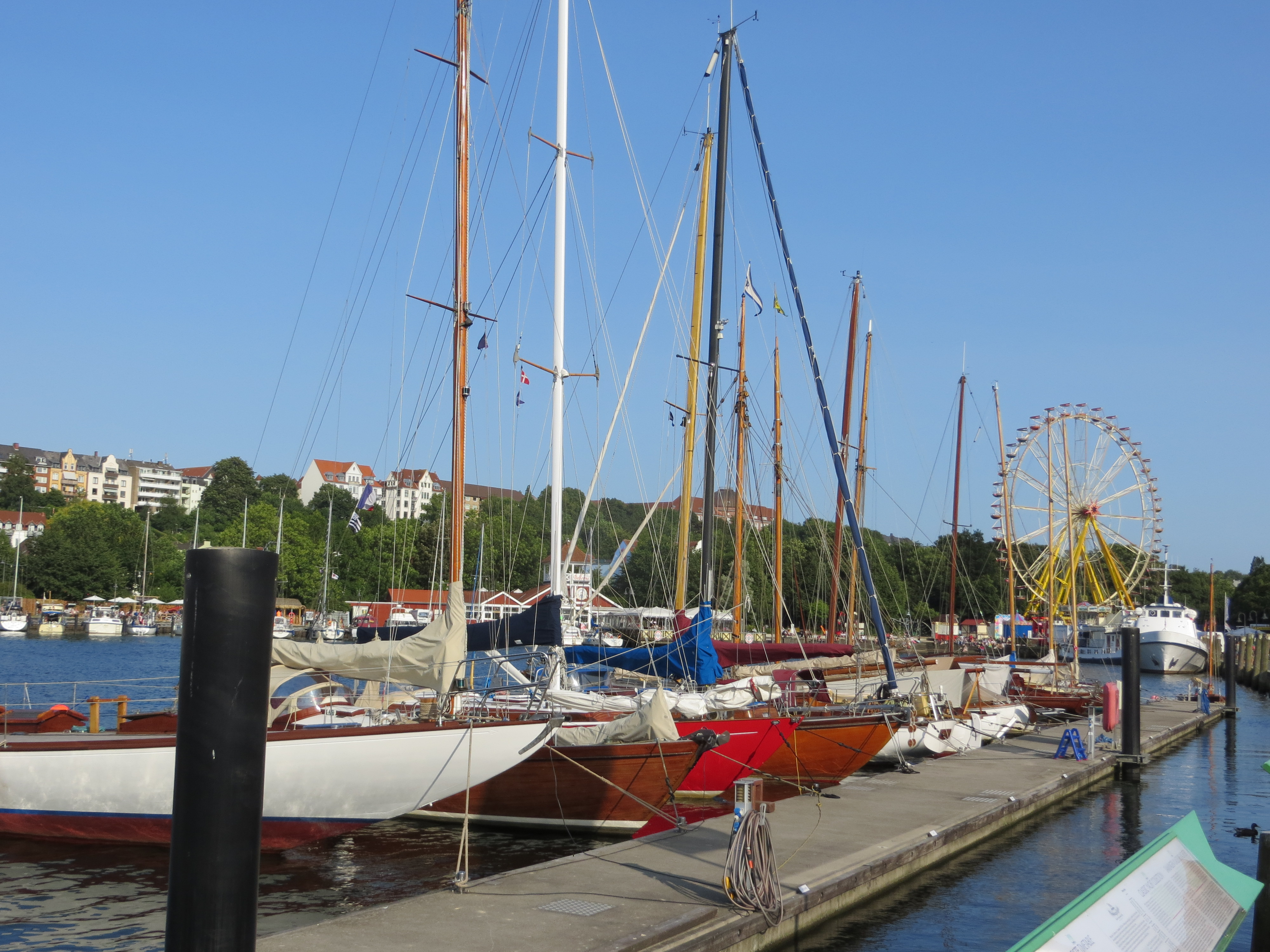
Riesenrad an der Hafenspitze (Dampf Rundum 2013)

Das Dampf Rundum in Flensburg ist Europas größtes Dampfertreffen (nach PS).:46, 106
1993 ins Leben gerufen, veranstaltet Volldampf e. K. bis 2017 in ungeraden Jahren das Dampf Rundum, welches das 1987 gegründete Holm-Nixen-Fest am Holm in Flensburg ablöste. Seit 2019 wird es vom Historischen Hafen Flensburg organisiert – einer von den Vereinen des Hafens gegründeten eGmbH. Das Hafenfest bietet als Attraktion Rundfahrten auf historischen Dampferschiffen an. Höhepunkt der Veranstaltung ist das Dampferrennen um das blaue Brauerband.
Im Hof des Schifffahrtsmuseums Flensburg werden Dampfmaschinen des Modellclubs Flensburg, des Modelleisenbahnclubs Tarp und der Modellbaugruppe Nord zur Schau gestellt. Ein Kulturprogramm rundet das Großereignis ab, das allein 2009 von rund 350.000 Gästen besucht worden ist. Der Musikerstammtisch Flensburg – ein 2011 gegründetes Netzwerk zur Förderung regionaler Bands – organisiert Bühnenauftritte.

## Teilnehmende Schiffe

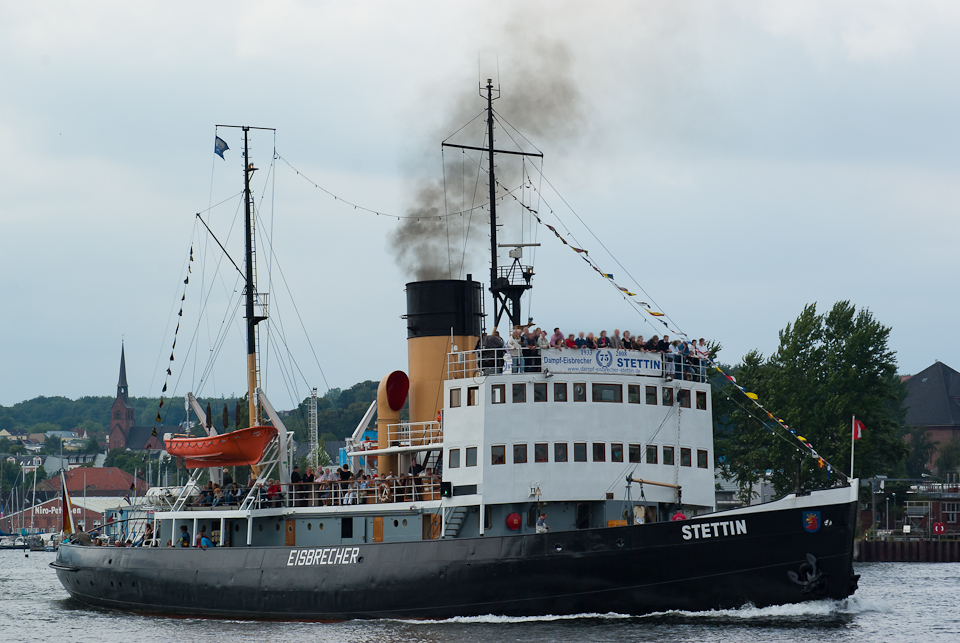
Der Dampf-Eisbrecher Stettin von 1933 (Dampf Rundum 2009)

Unter den historischen Dampfschiffen, die den Flensburger Hafen anlaufen, fungiert der heimische Salondampfer Alexandra als Gastgeberschiff. Zu Gast waren bisher folgende Dampfboote, Dampfschiffe und sonstige Schiffe:
- Alexandra, gastgebender Salondampfer von 1908
- Børøysund, Dampfschiff aus dem Jahr 1908, das letzte mit Kohle befeuerte Schiff Norwegens[6]
- Bussard, Seezeichendampfer von 1905/1906
- Elbe 3, Feuerschiff von 1888
- Feuerschiff Fehmarnbelt von 1908
- Nis Randers von 1990, Seenotkreuzer der Deutschen Gesellschaft zur Rettung Schiffbrüchiger (Dampf Rundum 2015)[8]
- Prinz Heinrich, Post- und Passagierdampfer von 1909
- Schaarhörn, Bereisungsdampfer von 1908
- Skjelskør, Fahrgastdampfer von 1915
- Stettin, Eisbrecher von 1933
- Styrbjørn, Dampfschiff von 1910
- Wal, Eisbrecher von 1938
- Woltman, Dampfschlepper von 1904

Dampfboote – meist kleine Hafen- und Lotsenboote, die zum Dampf Rundum den Flensburger Hafen anliefen – hießen Heihoo, Horus, Iris, Liberty Belle, Mathilda, Min Deern,Pauline und Thor.

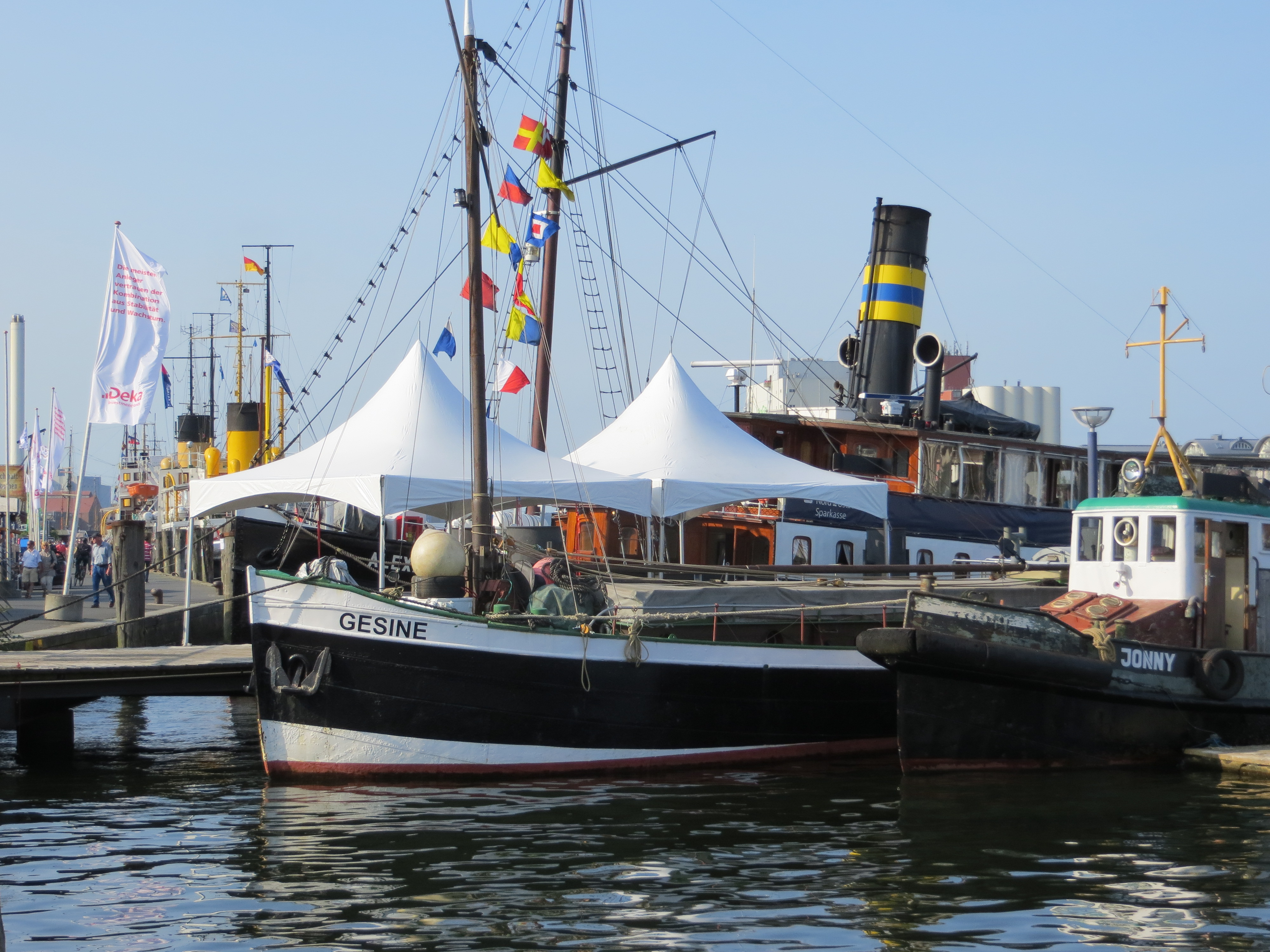
Gesine, Jonny und die Alexandra (Dampf Rundum 2013)
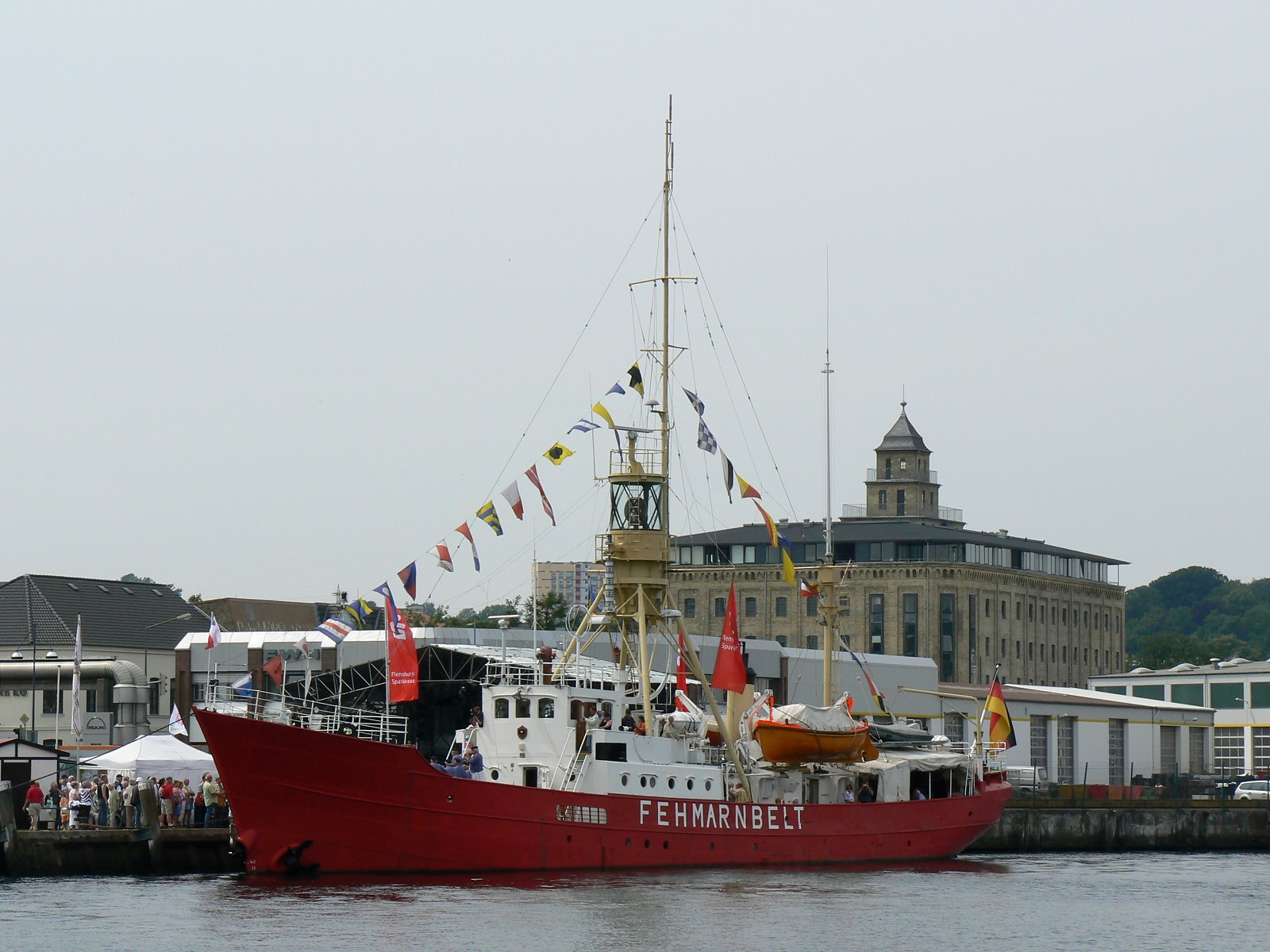
Feuerschiff Fehmarnbelt vor der Walzenmühle Flensburg (Dampf Rundum 2007)
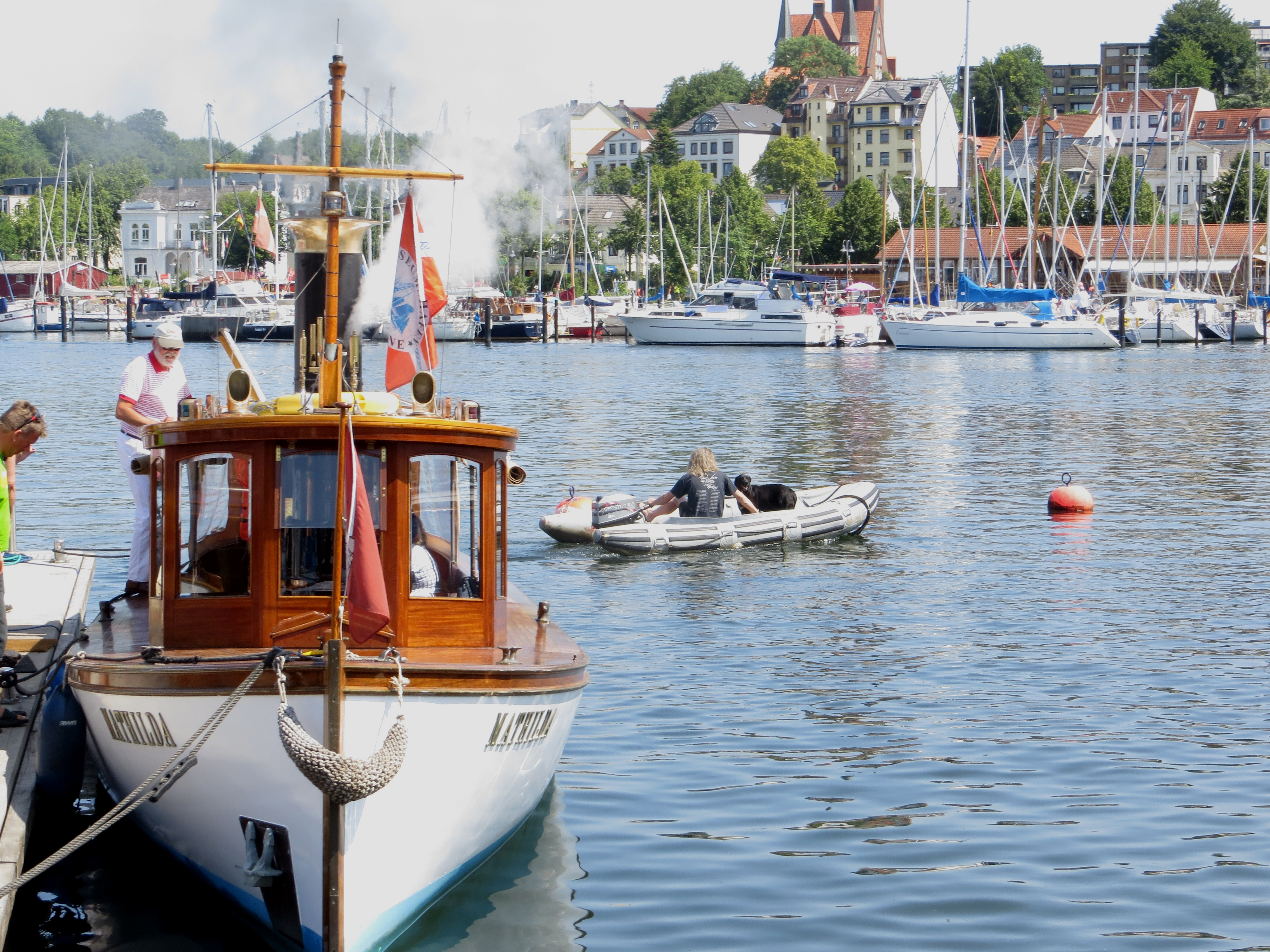
Dampfboot Mathilda (Dampf Rundum 2013)
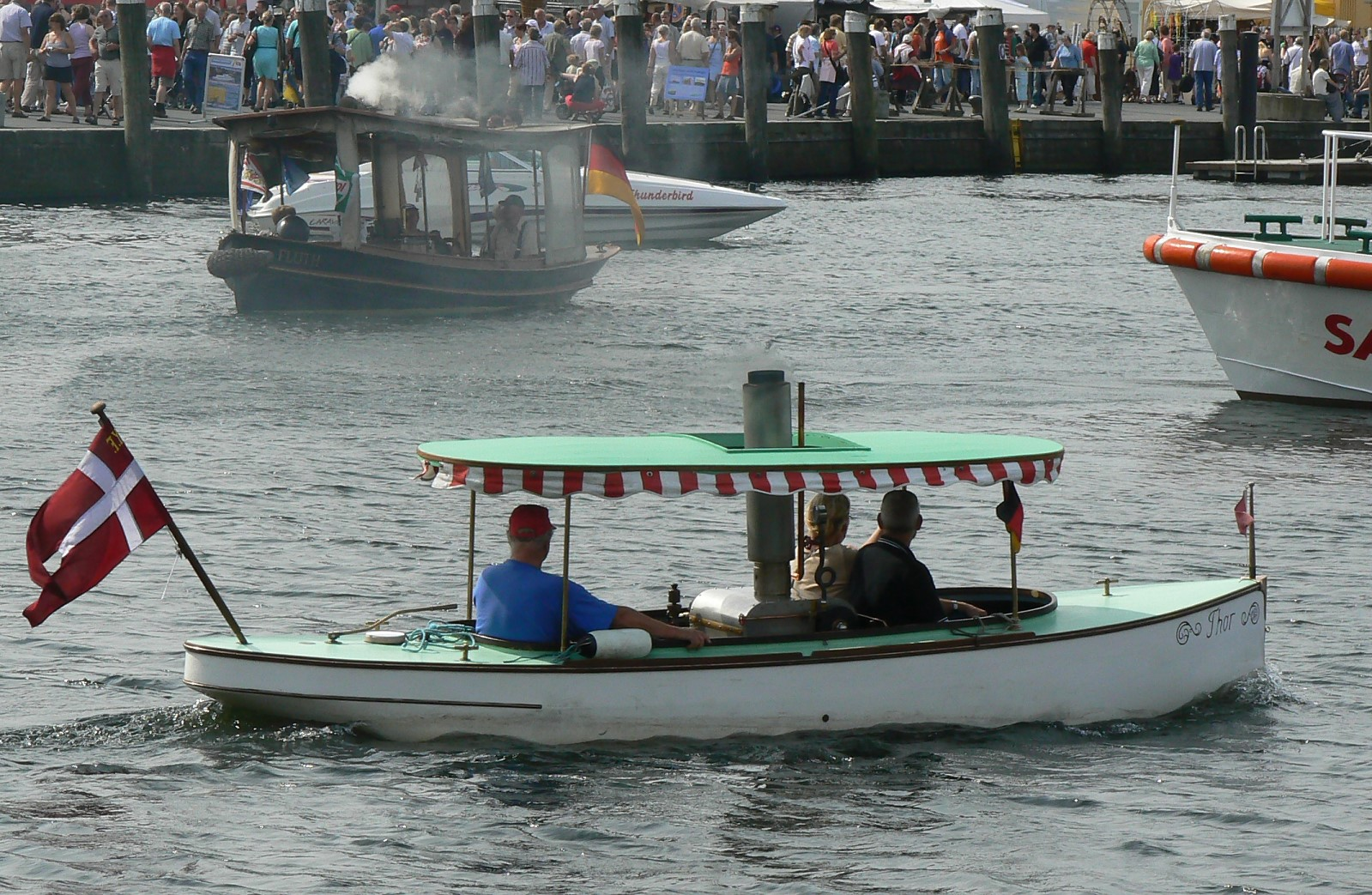
Dampfboot Thor (Dampf Rundum 2007)

## Historische Dampfloks bis 2013

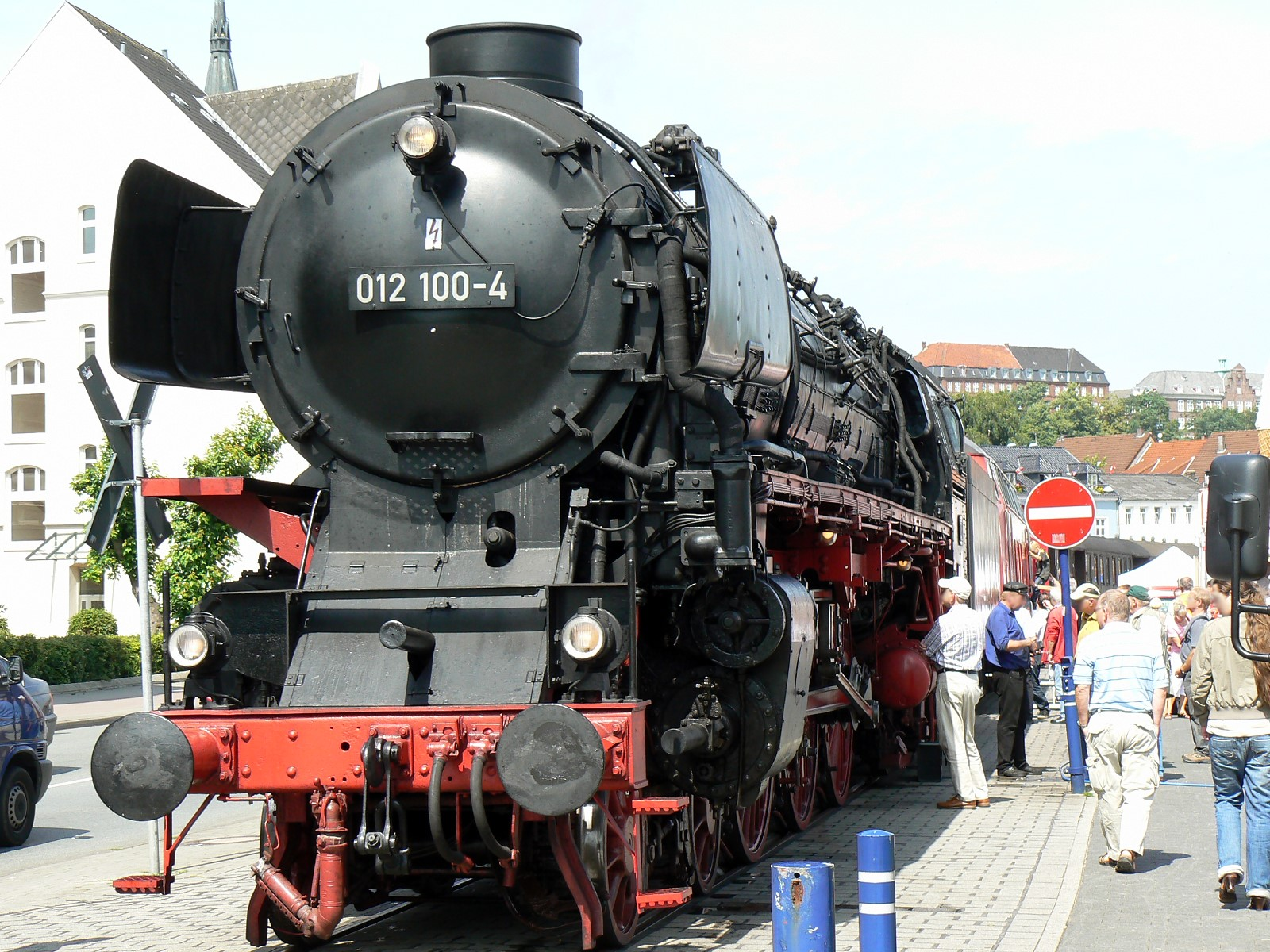
Die Dampflokomotive 012 100-4 (Einheits-Schnellzuglokomotive DRG Baureihe 01.10) pendelt auf den Trassen der Flensburger Hafenbahn (2007). Dieses Element des Festes ist aufgrund lokaler Politik heute Geschichte.

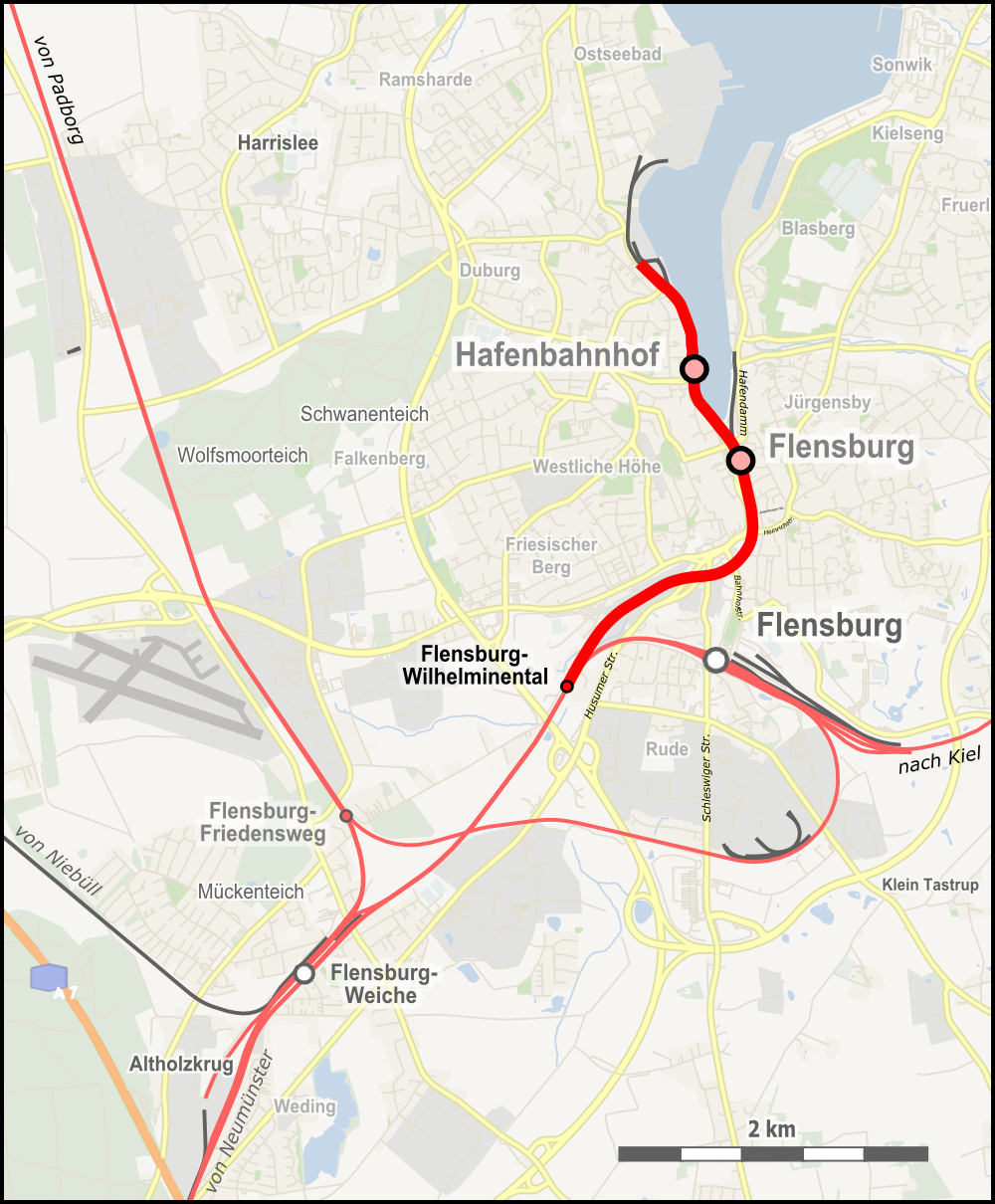
Streckenverlauf der ehemaligen Flensburger Hafenbahn zum Flensburger Hafen

Bis 2013 pendelte im Rahmen des Dampf Rundums eine historische Dampflok auf Deutschlands ältester noch erhaltener Bahntrasse, der ehemaligen Flensburger Hafenbahn. Alle zwei Jahre war es das einzige Mal, bei dem Züge auf der sonst ungenutzten Strecke verkehrten.
Seit September 2015 ist die Weiche an der Anschlussstelle zum Ostufer ausgebaut. Die bereits 2014 stillgelegte Hafenbahn wird seither nicht mehr befahren, obwohl das Gleis am westlichen Ufer weiterhin befahren werden kann.
Das Fest verkleinerte sich in seiner Gestaltung erheblich. Eine 2017 geplante dampfgeführte Sonderfahrt zumindest bis Flensburg Hauptbahnhof wurde kurzfristig abgesagt, da der Zug wegen des G20-Gipfels in Hamburg keine Durchfahrtgenehmigung erhielt.
SPD und CDU wollen auf dem Bahndamm einen Schnellfahrradroute ermöglichen, obgleich direkt neben dem Bahndamm ein Fahrradweg verläuft.
Häufig werden auch andere Dampfmaschinen, wie beispielsweise Dampfwalzen, Lokomobile, Dampfsägen und vorgeführt.

## Veranstaltungsliste

### 2001
- 5. Dampf Rundum: Freitag, 13. Juli 2001 bis Montag, 16. Juli 2001[14]

### 2019
- 14. Dampf Rundum: Freitag, 12. Juli 2019 bis Sonntag, 14. Juli 2019[15]